# Neozygina penapacha
Neozygina penapacha är en insektsart som först beskrevs av Beamer 1941.  Neozygina penapacha ingår i släktet Neozygina och familjen dvärgstritar. Inga underarter finns listade i Catalogue of Life.